# Cratere Stark
Stark è un cratere lunare di 47,72 km situato nella parte sud-occidentale della faccia nascosta della Luna.